# Picnidio

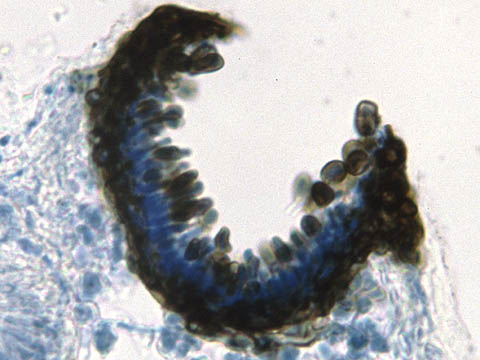
Picnidio con conidios en el hongo Lichenoconium reichlingii.

Un picnidio es un tipo de estructura reproductora asexual presente en hongos del orden Sphaeropsidales (clase Coelomycetes) y líquenes cuyo componente fúngico pertenezca a este orden. Los picnidios poseen un himenio en el que se produce un tipo de espora particular llamada conidio a partir de células conidiógenas o conidióforos y no de ascas como ocurre con los peritecios, estructura reproductiva sexual muy similar morfológicamente. Su nombre procede del griego pyknon (concentrado) y morfológicamente aparecen como receptáculos con una pared pseudoparenquimatosa tapizada en su interior por un himenio y delimitando un volumen más o menos globoso. El picnidio puede estar completamente cerrado o abierto al exterior mediante un poro (o varios) llamado ostiolo, este a su vez puede poseer un delgado cuello o no. A través del ostiolo se diseminan al medio externo millones de conidios. Los conidios producidos en los picnidios suelen ser unicelulares aunque a veces son septados, morfológicamente pueden ser esféricos, ovoides, curvados e incluso estrellados. Se producen mediante dos mecanismos, los conidios tálicos se forman por modificación de células completas de las hifas del hongo que forman el himenio mientras que los conidios blásticos se producen por fragmentación parcial de un conidióforo.